# Barbosella miersii
Barbosella miersii är en orkidéart som först beskrevs av John Lindley, och fick sitt nu gällande namn av Rudolf Schlechter. Barbosella miersii ingår i släktet Barbosella och familjen orkidéer. Inga underarter finns listade i Catalogue of Life.